# Joachim Hellmich (ornitólogo)
Joachim Hellmich (Alemania-Alemania, 26 de septiembre de 2021) fue un ornitólogo, especialista en avutardas y atleta olímpico alemán.

## Biografía
Durante su juventud fue un atleta olímpico. En la década de los ochenta, Hellmich se trasladó a la localidad cacereña de Sierra de Fuentes (España) para estudiar a las avutardas en Extremadura. Desde Sierra de Fuentes se desplazó una temporada a la isla canaria de Fuerteventura, donde estudió a la hubara canaria, y a Marruecos, donde siguió el rastro del corredor sahariano.
Aunque ejercía como profesor de Geografía en Alemania, solicitó varias excedencias para regresar a Sierra de Fuentes. Allí pasó largas temporadas, durante sus vacaciones laborales y excedencias, y fue el lugar donde realizó diversos trabajos de investigación y observación hasta su jubilación, momento en el que se instaló definitivamente en Sierra de Fuentes hasta 2017, año en el que regresó a Alemania.
El 17 de septiembre de 2021, dio positivo por Covid-19 y, pocos días después, el 26 del mismo mes falleció en Alemania.

## Publicaciones
Autor de una abundante producción científica centrada en las aves esteparias. Participó en numerosas publicaciones colectivas, a través de las que difundió la fauna extremeña.